# Rozdzielczość tonalna rejestracji
Rozdzielczość tonalna rejestracji − rozdzielczość tonalna świadczy o zdolności układu rejestracji do reprodukcji zmian intensywności w rejestrowanym obrazie, a więc do wierności odwzorowania walorów obrazu.
W przypadku rejestracji przy pomocy materiałów halogenosrebrowych trudno jest mówić o tym parametrze, ze względu na bezstopniowość reprodukcji tonalnej tej metody rejestracji (a więc charakterze reprodukcji naturalnym dla widzenia człowieka). Rozdzielczość tonalna będzie natomiast kluczowa dla systemów cyfrowej rejestracji obrazu, gdzie sygnał intensywnościowy jest kwantowany.